# Rose Hill (New York)
Rose Hill è una piccola borgata in un'area rurale della città di Skaneateles, New York, lungo Rose Hill Road. È segnata da un cartello in cui la strada sale su una collina. È inclusa nelle mappe.